# The Vampire Diaries (serie de novelas)
The Vampire Diaries (también conocida como Diarios de vampiros en Hispanoamérica y Crónicas vampíricas en España) es una serie de novelas estadounidense de vampiros, para jóvenes adultos, escritas por L. J. Smith. La historia se centra en torno a Elena Gilbert, una chica de preparatoria dividida entre dos hermanos vampiros. La serie fue originalmente una trilogía publicada en 1991, pero la presión de los lectores, llevó a Smith a escribir un cuarto libro, Dark Reunion (invocación), que fue lanzado al año siguiente. Luego de una ausencia de varios años escribiendo, L. J. Smith, anunció en 1998 un nuevo spin-off de la trilogía; titulada The Vampire Diaries: The Return, continuando esta saga con Damon como protagonista principal. La primera entrega, The Return: Nightfall, fue lanzado el 10 de febrero de 2009. The Return: Shadow Souls, fue puesto en libertad el 16 de mayo de 2010. El último libro de la serie llamado, The Return: Midnight salió a la venta el 15 de marzo de 2011.
L. J. Smith firmó un contrato para escribir otro spin-off de la trilogía de The Vampire Diaries, titulada The Vampire Diaries: The Hunters. El primer libro de la serie se llama The Hunters: Phantom, el cual sea lanzado en el verano de 2011. El segundo en la nueva trilogía se titula The Hunters: Moonsong, y el tercero The Hunters: Eternity. Smith ha declarado que los nuevos libros se centrarán en Elena y sus amigas en la universidad.
The Vampire Diaries ha sido adaptado a una serie de televisión que se estrenó el 10 de septiembre de 2009, por el canal juvenil The CW, en Estados Unidos.

## Argumento

### Saga original

#### Despertar
Despertar (en inglés: The Awakening), es la primera novela de la serie. Stefan Salvatore, un vampiro que reniega de su naturaleza, se dirige a Fell's Church con la esperanza de ser aceptado entre los humanos. Allí encuentra a Elena, la chica más popular del instituto Robert E.Lee, que le recuerda a Katherine, una joven vampiro con la que vivió un triángulo amoroso junto a su hermano Damon en el siglo XV, en Florencia. Stefan sigue dolido por la muerte de Katherine, y por esta razón evita deliberadamente a Elena. Esta, aunque dolida, decide conseguirlo aunque le vaya la vida en ello. Stefan intenta ocultar su terrible secreto para que ella no se vea arrastrada a un mundo de sombras, como le sucedió a él por Katherine. Mientras tanto, Damon, también vampiro, está más cerca de lo que ellos creen, y acecha su nuevo objetivo.

#### Conflicto
Conflicto (en inglés: The Struggle), es la segunda novela de la serie. Stefan es el principal sospechoso de la muerte del profesor de historia, sobre todo después de haber desaparecido cuando esta se produjo. Para colmo, a Elena le empiezan a llegar notas con frases que ella había escrito en su desaparecido diario y Damon no para de atormentarla amenazando a sus familiares más cercanos. Cuando todo parece llegar a la calma, Elena se da cuenta de que algo la está siguiendo y, cuando empieza a huir de ello, algo terrible le pasa.

#### Furia
Furia (en inglés: The Fury), es la tercera novela de la serie. Elena se ha transformado en lo que más temía y, tal vez, deseaba. Stefan Salvatore no puede creer que la chica haya escogido a su hermano Damon, y planea enfrentarse a él en una batalla final. Sin embargo, los hermanos Salvatore deberán dejar sus disputas a un lado y unirse para luchar con un desconocido y salvaje enemigo... el verdadero asesino de Elena.

#### Invocación
Invocación (en inglés: Dark Reunion), es la cuarta novela de la serie. Bonnie, la gran amiga de Elena, empieza a verla en sueños, y esta le transmite un mensaje aterrador: una nueva amenaza se cierne sobre Fell’s Church... Elena necesita a Stefan para ayudarla a combatir el mal. Pero él no regresará solo: su hermano Damon le seguirá. ¿Serán ambos capaces de olvidar su enemistad y colaborar para vencer a este poderoso adversario?. Más aún, ¿aceptarán la elección de Elena?.

### Spin-off de la saga original

#### The Return: Nightfall
Damon: El retorno/Anochecer (en España)
Publicado 10 de febrero de 2009. Una semana después de que Elena Gilbert "ha vuelto de entre los muertos", está en un estado infantil, incapaz de leer y casi incapaz de hablar. Su comprensión está alterada, pero no completamente ausente. Damon Salvatore observa a Caroline afuera, mientras Caroline parece conversar con una imagen independiente de ella misma. Damon cree que el espejo de Caroline tiene una fuerza sobrenatural maligna que le está jugando una especie de broma a Caroline. Stefan permite a los amigos de Elena la visiten, incluyendo Caroline. Cuando los cuatro seres humanos aparecen en el ala de Stefan, en la casa de huéspedes Elena no reconoce a ninguno de ellos. Ella besa a Caroline, Bonnie, Matt y Meredith para que pueda reconocerlos. Debido a la mala conducta de Caroline, es expulsada. Bonnie, Meredith, y Matt son rodeados y atacados por los árboles ambulatorios, que envenenan a los tres seres humanos con su savia. Bonnie utiliza sus poderes psíquicos para llamar a Damon. Él decide salvar a la casi-muerta Bonnie. Volviendo a la casa de huéspedes con ella, se encuentra con Stefan, que se ofrece a salvar a Meredith y Matt. Mientras que Damon se preocupa por Bonnie. Damon rescata a Bonnie y la alimenta de su sangre. Más tarde, Stefan regresa con Matt y Meredith, que fueron salvados por el beso de Elena. A la mañana siguiente, Elena despierta capaz de hablar. Ella y Stefan van a un pícnic para celebrar con Bonnie, Meredith y Matt. Durante el día de campo, Matt les dice que Tami Bryce, se está comportando muy extraña. Mientras tanto, Shinichi, ahora identificado como un kitsune maligno les dice que puede convertir a los vampiros en seres humanos. Stefan sospecha, pero se compromete a visitar a Damon en el bosque para aprender más sobre esto. Caroline es poseía por alguna fuerza, que agarra sus tobillos. Cuando Stefan es secuestrado, Elena desaparece y Shinichi revela la ubicación de Elena y deja a Damon con una clave kitsune que mágicamente abre cualquier puerta. Damon crea una puerta a cualquier habitación que considere necesaria para salvar a Elena. Damon le confiesa que él y Shinichi secuestraron a Stefan y que Shinichi y su hermana gemela, Misao, son kitsunes malignos que planean destruir a Fell's Church. El kitsunes son los que están detrás de la Malach, los árboles ambulatorios. Misao pide misericordia y, finalmente, da pistas a Elena de donde encontrar la llave mágica que dará con Stefan. Shinichi se compromete a dar a Damon un mapa psíquico, si se rinde. Damon se compromete a perder sus recuerdos, aunque implica perder su redención. Al día siguiente, Caroline informa a su familia y a la sheriff (su mamá) que está embarazada y Matt es responsable. Un juez firma una orden de detención contra Matt. Matt se suma así a Elena y Damon en su búsqueda para encontrar y rescatar a Stefan.

#### The Return: Shadow Souls
Damon: Almas oscuras (en España)
Publicado 16 de marzo de 2010. Un penitente Damon, junto con Elena y Matt, siguen a Stefan dentro de la "dimensión oscura", en un intento de liberarlo de la prisión de la que ha sido engañado en su intento de salvación, que estaba buscando. Cuando Matt, Damon y Elena se van acercando demasiado, regresan y envían a Bonnie y a Meredith para informar a Elena lo que está pasando en la ciudad. Bonnie y Meredith se unen a Elena ya que las tres se ven obligadas a entrar como esclavas, encadenadas y atadas cómo propiedad de un vampiro, Damon. Elena Gilbert, una vez más está en el centro de la magia y el peligro más allá de su imaginación. Y una vez más, Stefan no está ahí para ayudarla. Elena se ve obligada a confiar su vida a Damon, el vampiro guapo, pero inmortal que quiere a Elena, tanto su cuerpo como su alma. Deben viajar a los suburbios de la "dimensión oscura", un mundo donde los vampiros y los demonios andan libres, pero los seres humanos deben vivir como esclavos de sus amos sobrenatural. Durante este tiempo, Elena se acerca más a Damon, y le da el amor que ella le daría a Stefan. Elena descubre que tiene verdaderos sentimientos por él, añadiendo la opción de su vida ya mezclada: ¿A qué hermano realmente quiere?, Stefan está preso, y sólo Elena puede liberarlo mediante la búsqueda de las dos mitades de la clave oculta kitsune en su celda. Damon, Elena, Bonnie y Meredith deben encajar en el mundo de la "dimensión oscura" y aventurarse en la alta sociedad de su muerte. Solo de esta forma podrán ser capaces de encontrar las claves para liberar a Stefan y, después Elena podrá reunirse con su alma gemela. Mientras esto sucede, de vuelta en casa Matt se esconde de la ley y trata de luchar contra el "kitsune", el mal que está destruyendo la esencia de su ciudad. Elena descubre el regalo que recibió de los kitsune, es una flor que puede convertir a un vampiro en humano. Al volver a la casa de huéspedes, Damon curiosea entre las cosas de Elena y descubre la flor y se vuelve humano. La flor era de un kitsune con el que Stefan se reunió en la "dimensión oscura", y se suponía que era de Stefan. Damon, por su parte, no quiere tener nada que ver con la humanidad, odia ser un mortal y ahora está atrapado como un ser humano. Stefan y Damon solo desean poder cambiar de lugar, Stefan como ser humano, y Damon como un vampiro.

#### The Return: Midnight
Damon: Medianoche (en España)
Publicado 15 de marzo de 2011. En Midnight, la chica de oro, Elena Gilbert está de vuelta de "dimensión oscura", después de haber liberado con éxito a su novio-vampiro, Stefan Salvatore de su prisión. Salvar a Stefan ha tenido una inverosímil consecuencia inesperada: su hermano vampiro, Damon Salvatore, se ha convertido en un mortal, después de haber olido una flor que un kitsune blanco había dado a Stefan Salvatore para que pueda convertirse en mortal y pasar el resto de su vida con Elena. Damon Salvatore viaja de nuevo a la Dimensión Oscura y por error Bonnie viaja con él. Elena vuelve a la Dimensión Oscura con Stefan para rescatar a Bonnie y Damon, mientras en Fell's Church todo sigue siendo un caos por culpa de Shinichi y su hermana gemela Misao, falta poco para él final de su pueblo, Matt, Meredith y la señora Flowers, se quedan a combatir los demonios que se han apoderado de la ciudad. Elena junto a Stefan, Bonnie y Damon descubren que tal vez hay una posibilidad de salvar a Fell's Church siempre y cuando encuentren "el paraíso" de los kitsune y se lleven la esfera estelar mayor, pero tendrán que superar diferentes peligros. Elena se volverá a debatir entre el amor que siente por los dos hermanos Salvatore, aunque al final descubre a quien ama.

### The Hunters

#### The Hunters: Phantom
Los Cazadores: El Fantasma (en España)
Publicado 25 de octubre de 2011. Desde que conoció a los irresistibles hermanos vampiros Stefan y Damon Salvatore, Elena Gilbert ha estado en el infierno y ha vuelto. Ahora que ella y sus amigos han salvado su ciudad natal de un espíritu demoníaco, todo puede finalmente volver a la normalidad. Sin embargo, Elena debe saber mejor que nadie que Fell´s Church nunca será normal. En Phantom, una nueva amenaza peligrosa pone la vista en Elena. Y esta vez ella solo puede contar con un hermano Salvatore para protegerla.

#### The Hunters: Moonsong
Publicado 13 de marzo de 2012. Elena Gilbert comienza su primer año en la universidad, acompañada de sus mejores amigas Bonnie y Meredith, como también de los dos vampiros que han estado enamorados de ella, Stefan y Damon así como también Matt. Damon continúa siendo amable con ellos y la relación con su hermano se hace más fuerte y divertida pero no durara mucho. Por su parte cada uno de los del grupo empieza a tener una nueva vida algo más fácil en apariencia: Meredith conoce a Samantha una enérgica chica, muy hábil en artes marciales casi tanto como la misma Meredith, pero también guarda un secreto. Bonnie conoce un chico muy guapo e interesante. Matt congenia muy bien con su compañero de habitación Cristopher y responde al llamado de una misteriosa sociedad secreta dentro del campus "Sociedad Vítale" que recoge las promesas de la universidad tanto en la ciencia el arte el deporte entre otros allí conoce a Cloe una artista
Cada uno de los amigos del grupo de fell’s Church ha ido por su lado sin verse mucho en realidad. Los problemas comienzan el mismo día de su llegada con la desaparición de una muchacha y estas desapariciones continúan durante días sin una respuesta satisfactoria por parte de las autoridades del campus. Matt encuentra a su compañero de habitación en la noche que ha sido atacado por alguien o algo, este muere en susbrazos.Meredith comprometida con su labor de cazadora encuentra una aliada en su nueva a miga Samantha, que también resulta ser una cazadora ambas patrullan el campus de la universidad durante las noches.
Elena trata de llevar su relación con Stephan lo mejor que puede así como con Damon pero esto se le hace imposible, además de que no quiere ellos terminen como antes odiándose el uno al otro decide terminar con ambos y darse un tiempo, pero lo que en verdad hace es terminar con Stephan ya que nunca estuvo verdaderamente con Damon, él se aprovecha de la separación Stefan y Elena tratando de sacar una ventaja sin hacer daño a su hermano. Por otro lado Elena encuentra un profesor que había sido un buen amigo de sus padres, pero también descubrirá que ellos estaban envueltos en algo misterioso.Los problemas se agravan para todos; Samantha es encontrada muerta de una forma brutal en su habitación. Las desapariciones no cesan, el ahora novio de Bonnie, Zander, no es lo que parece ser, resulta que en verdad es un hombre lobo y todos sus amigos también lo son aunque de alguna manera no son los responsables de las desapariciones; una sociedad secreta que en realidad es un grupo de vampiros que quieren resucitar a Klaus.
Elena y sus amigos deberán luchar para defender a los inocentes estudiantes de la universidad Dalcrest, nuevos amigos un antiguo enemigo y el nuevo descubrimiento acerca del pasado de Elena.

#### The Hunters: Destiny Rising
Los Cazadores: Destinada para el Peligro (en España)
Publicado 23 de octubre de 2012. Elena se ha enfrentado a un sinnúmero de retos—escapando de la Dimensión Oscura, derrotando fantasmas, descubriendo que es un Guardián. Pero nada se compara con la elección entre los dos amores de su vida: Stefan y Damon Salvatore. Elena se ha reconciliado con Stefan, mientras que Damon, herido por el rechazo, se ha vuelto oscuro e impredecible. Ahora Elena se debate entre salvar el alma de Damon y mantenerse fiel a Stefan. Pero antes de que Elena pueda decidir a quién pertenece su corazón, el campus de la Universidad de Dalcrest se llena de vampiros decididos a resucitar a Klaus, el malvado Original que no se detendrá ante nada para destruir a Elena—y a todo el mundo cerca de ella. Mientras Elena aprende más sobre su destino como un Guardián, un protector contra el mal de la tierra, se da cuenta de que antes de poder derrotar a Klaus, tendrá que sacrificar a alguien cercano a ella. Elena debe decidir cuánto—y a quién—está dispuesta a renunciar antes de que sea demasiado tarde…

### The Salvation

#### The Salvation: Unseen
La Salvación: Invisible(En España)
Publicado el 2 de mayo de 2013.Ahora que las propiedades mortales de la sangre de Elena han sido descubiertas, Stefan ha estado eliminando Antiguos a derecha e izquierda. Pero cuando Elena casi muere en un accidente de auto –uno que claramente no es un accidente –ella comienza a darse cuenta de que uno de los Antiguos, Solomon, está empecinado en acabar con ella. Y él puede ser lo suficientemente poderoso para hacerlo: Solomon es fuerte e inteligente., y es una fuerza prácticamente invisible en el pueblo, solo dejándose ver cuando lo desea. Incluso con sus nuevo amigo cazador, Jack, y sus cohortes de su lado, con Solomon cerca nadie de los que Elena ama está a salvo. 
Mientras tanto, la última aventura de Damon y Katherine termina en desastre cuando son atacados por vampiros –y no cualquier vampiro. Unos que Damon no puede percibir y que no caen víctimas del sol o las estacas. Damon está determinado a descubrir este misterio antes de que los vampiros puedan con ellos… 
Pero mientras que Elena, Stefan y Damon se conocen bien, nada es lo que parece, y las más impactantes y dolorosas verdades son las que ellos menos esperan. Esta última trilogía de la serie éxito en ventas The Vampire Diaries te dejará sin aliento, y cambiará las vidas de estos amados personajes para siempre.

#### The Salvation: Unspoken
Publicado 7 de noviembre de 2013

#### The Salvation: Unmasked
Publicado 8 de mayo de 2014

## Libros

### Stefan's Diaries: Origins
Diarios de Stefan: Orígenes (en España)
Establecido durante la Guerra Civil, en un contexto de grandes fincas, riquezas inimaginables y secretos mortales, tres adolescentes en Fells Church, Virginia, entran en un tórrido triángulo amoroso que se extenderá por toda la eternidad. Los hermanos Stefan y Damon Salvatore son inseparables hasta que conocen a Katherine, una mujer impresionante y misteriosa que voltea su mundo al revés. Los hermanos se vuelven rivales, los Salvatore compiten por el afecto de Katherine, solo para descubrir que, sus suntuosos vestidos de seda y joyas brillantes esconden un terrible secreto: Katherine es una vampiresa. Y ella tiene la intención de convertirlos en vampiros para que puedan vivir juntos para siempre. Basado en la serie de televisión de The CW.

### Stefan's Diaries: Bloodlust
Diarios de Stefan: Ansia de Sangre (en España)
Un nuevo comienzo... Cuando el primer amor de Stefan Salvatore lo convirtió en un vampiro, su mundo y su alma, fueron destruidos. Ahora, él y su hermano, Damon, deben huir de su ciudad natal, donde corren el riesgo de ser descubiertos... y asesinados. Los hermanos huyen a Nueva Orleans, en busca de un refugio seguro. Pero la ciudad es más peligrosa de lo que nunca imaginaron, llena de otros vampiros, y de cazadores de vampiros. ¿La vida eterna condenara para siempre a Stefan?. Basado en la serie de televisión de The CW.

### Stefan's Diaries: The Craving
Diarios de Stefan: El Ansia (en España)
Stefan Salvatore ha aceptado finalmente su vampirismo en los últimos meses, se aclaró la cabeza y la sed de sangre ha pasado. Viaja a Nueva York para comenzar una nueva vida, no tendría que matar a la gente para sobrevivir. Pero la vida tranquila que Stefan previo llega a su fin cuando aparece su hermano Damon, quien ha asegurado los distritos elegantes de Nueva York y a la familia real italiana. Stefan hará cualquier cosa para protegerse de Damon, pero también hay otro enemigo: el vampiro que busca venganza de una muerte, que son responsables los hermanos Salvatore. Stefan y Damon deben trabajar juntos para ganar hasta el momento, al peor de sus enemigos.

## Personajes

### Principales
- Elena Gilbert:

Elena Gilbert es una chica hermosa y popular de 17 años de edad, de la localidad de Falls Church, Virginia. No se repiten las referencias en el serie que decir que se parece a un "ángel" o "angelical" en apariencia. Físicamente, Elena se describe de ojos del color del lapislázuli (un profundo y oscuro azul) con motas de oro en ellos, lo que pretende ser un paralelo a los anillos de lapislázuli que los vampiros tienen que usar para seguir con vida en la luz del sol. En algunas escenas, sus ojos se mencionan como tener algún violeta en ellos, así, como cuando ella usa su vestido de regreso a casa de color violeta que a continuación, "pone de manifiesto el violeta en los ojos". Elena tiene el pelo largo y recto (llegando hasta la cintura), y un oro pálido suave, descrito como unos tonos más claro que Katherine, mientras que las cejas y las pestañas son rubio oscuro. Su piel es casi transparente, se describe como si fuera una flor de magnolia, cisnes, el alabastro o la porcelana, y no se broncea fácilmente. Ella es muy delgada, estatura promedio para una adolescente, y es muy bonita. Elena es más alta que Katherine por "un buen palmo." En El Retorno: Shadow Souns, Elena se describe como: "¿Qué te parece que tengo el pelo rubio que cae en una especie de olas más allá de mis hombros y ojos azules que algunas personas han dicho que son como el lapislázuli, azul oscuro con toques de oro? Tal vez por para los vampiros soy atractiva". Elena ha sufrido la tragedia de su vida. Sus padres murieron en un accidente de automóvil cuando era más joven y es criada por su tía Judith. Ella tiene una hermana menor llamada Margaret. En el transcurso de la serie, Elena se transforma de una "reina de hielo" o "Ice Princess" a una persona mucho más compasiva y de mente abierta. Parte de la razón de este "cambio" en Elena, en su mayoría fueron debido a la influencia que Stefan ha tenido en ella. Elena ha expresado a lo largo de la serie en su escritura del diario, que quería cambiar y ser una mejor persona para Stefan. Elena es la mejor amiga de Bonnie McCullough y Meredith Sulez. Ella también se utiliza para ser amiga de Caroline Forbes hasta que se convirtieron en rivales. Aunque todo el mundo parece estar convencido de la inteligencia de Elena, su rendimiento académico en realidad parece un tanto desigual. El Sr. Tanner dice que Elena no es historia, y nadie lo corrige. Elena dice que no le importa si ella no es buena en trigonometría. Ella se inscribió en una clase general de negocios a pesar de que es para altos funcionarios. Bonnie comenta en el diario de Elena cuando ella murió que Elena estaba muy lejos de ser perfecta y aunque nunca fue un ángel, murió una buena persona. Después que está muerta (tras la muerte de Katherine), Bonnie la describe: Ella no era una santa. No era siempre dulce y buena y honesta y agradable. Pero ella era fuerte y cariñosa y leal a sus amigos, y al final hizo la cosa más egoísta que nadie podía hacer. Elena rompe con Matt Honeycutt cuando empieza la escuela, sensación de que se ha hecho más para ella que uno de sus novios desechables, ella lo quiere como un amigo o hermano. Elena es buena en las más importantes y el inicio de acción, pero puede ser demasiado agresiva en ocasiones. Elena también tiene una tendencia a ser obstinada a veces. Cambios de Elena vida para siempre cuando conoce a un misterioso estudiante, guapo nuevo en la escuela Robert E. Lee de alto llamado Stefan Salvatore. Elena es profunda y locamente enamorado de Stefan, aunque ella se da cuenta de que ella también siente algo por Damon, el hermano mayor de Stefan. Stefan inicialmente caso omiso de los intentos de Elena en el principio. Lo hace porque hay un gran parecido físico entre Katherine y Elena. Una cita en El Despertar describe esta semejanza. "Sin embargo, el parecido era asombroso que el cabello de oro pálido, tan hermosa que casi parecía brillar Esa piel cremosa, que siempre le había hecho pensar en cisnes o alabastro, rubor de color rosado tenue sobre. . los pómulos y los ojos ... los ojos de Katherine había sido un color que nunca había visto antes, más oscuro que el cielo azul, tan rico como el lapislázuli en su diadema enjoyada Esta chica tenía los mismos ojos ".. Hace comparaciones entre ella y su novia vampiro antiguo, Katherine, aunque se da cuenta de que debajo de las miradas, Katherine y Elena son dos personas completamente diferentes. Su reputación de la escuela es importante para ella, por lo que constituye un novio falso para ocultar el hecho de que Stefan ha rechazado sus avances. Ella muere varias veces a lo largo de la serie, al pasar de humano a vampiro (después de que ella recibe suficiente sangre de ambos hermanos Salvatore, donde su asesino, Katherine, pensaba que solo recibió sangre de un niño) al espíritu (después de un poder desconocido le trae de vuelta). En El Retorno: Nightfall se vuelve perfectamente normal, aunque con poderes sobrenaturales intacta, por lo que su sangre irresistible para todos los seres sobrenaturales. Elena tiene un romance muy fuerte con Stefan Salvatore, que es la base de toda la serie, aunque en los últimos libros que ella comienza a enamorarse de Damon también. lo inimaginable llegó a su vida
- Stefan Salvatore:

Llega a Fells Church con la intención de mezclarse entre los humanos, pero se encuentra con que la chica más popular del instituto al que asiste es idéntica a Katherine, la vampiresa que lo convirtió a él y a su hermano en lo que son, trata de evitarla, pero al final ella termina descubriendo lo que es y terminan siendo novios aunque tienen muchas dificultades a través de los libro, como su propio hermano, Katherine, Klaus, Misao y Shinichi.
- Damon Salvatore:

Odia a su hermano desde Florencia del Renacimiento, vanidoso, egocentrista, guapísimo y aterrador, es como se le describe a menudo, incluso él lo hace: "Sí, no importa cómo se mire, soy guapísimo...". Al principio llega a Fells Church para seguir molestándole la eternidad a su hermano menor, pero se queda al final por Elena, ya que se enamora de ella, muy a menudo le dice que la va a convertir en su Princesa de la Noche.
- Bonnie McCullough:

Bonnie es una chica pequeña y menuda que es muy guapa y delicada, con grandes y profundos ojos castaños, rostro con forma de corazón, el pelo rizado y largo, de color rojo fresa, y piel muy clara, casi translúcida. Hay algo de "inocente" en su apariencia física. Físicamente, Bonnie ha sido comparada con un hada o un duendecillo. Bonnie es la mejor amiga de Elena Gilbert, Meredith Sulez, Matt Honeycutt y Stefan Salvatore. También comparte una conexión muy profunda con Damon Salvatore. Bonnie tiene una hermana mayor, Mary, dos años mayor que ella. Al principio, Bonnie aparece como alguien de buen corazón, pero no muy brillante y nada inteligente. Empieza como una amiga inconstante, superficial, obsesionada con los chicos, siempre alegre, insegura y un poco despistada de Elena Gilbert y Meredith Sulez. Sin embargo, según avanza la historia, Bonnie empieza a desarrollarse más, como persona y como alguien con fuertes y poderosas capacidades psíquicas, y madura y se hace más profunda en consecuencia. La mayor parte del tiempo, Bonnie parece actuar como una médium involuntaria e inconsciente para buenos espíritus, sobre todo, el espíritu de Honoria Fell, que en numerosas ocasiones trata de ayudar a las chicas a través de Bonnie. Bonnie no recuerda nada de lo que dice o hace mientras está en esta especie de estado catatónico. También tiene a veces destellos proféticos, como cuando leyó en broma la palma de la mano de Elena el primer día de clase y apareció con una profecía genuina según la cual iba "a conocer a un extraño alto, misterioso y guapo". En Invocación, Bonnie empieza a introducirse en el arte de la brujería, y realiza un ritual de invocación con éxito para llamar a Stefan de vuelta a Fell's Church, y entonces, consigue ayudar a Stefan a comunicarse con el fantasma de Elena por varios medios. Al final de Invocación, Bonnie es la que grita sobre la injusticia del destino trágico de Elena, lo que provoca el regreso de Elena. Se desconoce si los poderes de Bonnie jugaron algún papel en ello, o si solo fue una cuestión de buena sincronización (era la noche del solsticio de verano, cuando según dicen, los fantasmas son más propensos a regresar a la tierra). Ella va dándose cuenta poco a poco de que no es tan tonta como creía ser (y como había convencido a todos que era), y que es más bien ingeniosa, útil, necesitada y querida por todos sus amigos. Aunque a Bonnie se la caracteriza normalmente como alegre, efusiva y dulce, está fuerte y profundamente atraída y fascinada por la oscuridad, sobre todo por la muerte. Bonnie habla y romantiza la muerte con frecuencia, especialmente la suya, y constantemente habla de la profecía de su abuela escocesa, por la cual acabaría joven y hermosa en su tumba, y de cuan romántica sería su muerte. Expresa en muchas ocasiones lo romántico que le resultaría que un chico la estrangulara y mostrara agresividad hacia ella. Normalmente es voluble y frívola en cuanto a chicos se refiere, insegura de qué tipo de chico está buscando para ella. Bonnie ha mostrado interés tanto en Matt Honeycutt como en Damon Salvatore. Empieza a desarrollar un vínculo con Matt Honeycutt, aunque Matt siga enamorado de Elena. Matt se comporta de forma protectora con Bonnie, especialmente cuando se relaciona con Damon. Bonnie tiene una conexión intensa y profunda con Damon Salvatore. Parece fuertemente atraída hacia Damon por el aura oscura y seductora que desprende. Damon parece excesivamente protector con Bonnie, y siempre está ahí para ella, siempre que parezca que se ha metido en problemas. Bonnie parece la única en creer vehementemente en Damon y ella le entiende de una forma que nadie más hace. Hacia el final de los libros originales, Bonnie se vuelve más realista y seria, centrándose más en los problemas cercanos que en los chicos cercanos. Incluso se sorprende a sí misma con sus aportaciones, útiles y perspicaces, en la lucha contra Klaus. Bonnie, que es una poderosa psíquica con supuesta ascendencia de brujos y druidas, se ve muy abrumada por sus poderes e intenta reprimir el auténtico alcance de sus poderes. Se dice de Bonnie que recuerda a un pajarito — guapa, menuda y relativamente inofensiva, aunque posee unos fuertes poderes psíquicos. Es algo así como una niña y se desmaya constantemente ya que carece de control sobre sus poderes. Bonnie es muy expansiva y visionaria pero puede ser más como una damisela en apuros a veces. La gente cree que acabará finalmente con Damon Salvatore.
- Meredith Sulez:

Meredith es una de las mejores amigas de Elena. Meredith es alta, con una tez aceitunada, ojos oscuros, grandes pestañas negras y el pelo negro suelto. De acuerdo con Elena, ella nunca usa maquillaje, ya que no necesita. Uno de los "rasgos distintivos" de Meredith, es que ella tiene unas "cejas muy elegantes". Tranquila y serena: Meredith parece ser uno de los personajes más sensatos de los libros, entre los amigos de Elena y, a menudo aparece como "la voz de la razón". Meredith es la mejor amiga de Elena Gilbert y Bonnie McCullough, pero también es amiga de Stefan Salvatore. Ella tiene una personalidad muy irónica, a menudo haciendo agudas observaciones. Ella es muy cínica cuando se trata de vampiros y se sospecha que la razón es que entre los aficionados que fueron atacados por Klaus están ella y su abuelo. Ella se enamora de Alaric Saltzman, profesor de historia en la escuela, y tiene una relación de larga distancia con él, mientras estudia en Rusia. Ella es también la única mujer en la novela que parece estar completamente imperturbable por Damon Salvatore y su encanto y es la única persona que Damon admite tener miedo. En "Dark Reunion", Meredith le dice a Stefan que Damon es peligroso, y que nunca debería haber llevado a su hermano de regreso a Fell's Church. A excepción de su abuelo, se habla poco de la familia de Meredith en los libros, Se desconoce si tiene algún hermano. Sus padres y su abuela al menos están vivos. La madre de Meredith solía ser amiga de la madre de Caroline mucho tiempo antes del comienzo de la serie, y abuelo de Meredith reside en una institución mental en West, Virginia. Tras el ataque, el abuelo de Meredith se convirtió en una fuente de profunda vergüenza para la familia.
- Matthew 'Matt' Honeycutt:

Matt es el mejor amigo de la infancia de Elena y exnovio de largo plazo y su primer amor. Es un mariscal de campo típico de la escuela secundaria All-American. Físicamente, Matt es alto y atlético, de cabello rubio y ojos azules. Matt y Elena eran los mejores amigos desde la infancia y Matt y Elena se entendían mejor que nadie. Antes de que Elena conociera a Stefan, Matt era el único chico en la vida de Elena. Después Bonnie muestra cierto interés en él. Matt ayuda a Stefan escapar de la casa encantada en la noche del ataque, pero después empieza a pensar que Stefan podría haber matado al señor Tanner. 
- Caroline Forbes:

Caroline es alta, curvilínea y de piel bronceada, como una modelo de Vogue. Ella tiene cabello ondulado y cobrizo, ojos rasgados, de color verde brillantes. Con frecuencia usa ropa ligera que hace hincapié en sus activos y muestra gran parte de su tez bronceada y siempre perfectamente peinada. La personalidad de Caroline es difícil de determinar, ya que en su mayoría solo ven su ser contradictorio con Elena por lo que se podría decir que es mal entendida. Caroline tiene un hermano menor, Daniel. Cuando Alaric sugiere que el atacante podría haber sido "Damon Smith" y no Stefan, el Sr. Forbes dice que está dispuesto a utilizar a su hija, Caroline, para atrapar a Stefan y dejar testimonio de su muerte, porque ese tipo de daño psicológico sería menor que el daño cuando su garganta se arrancada. Elena señala que ella y Caroline solían ser las mejores amigas, a pesar de que desarrolló una rivalidad "sana". Originalmente, Caroline Forbes, deseaba para ella a Stefan Salvatore, pero Elena también tenía un gran interés en él. Esto hizo que la rivalidad entre ellas aumentara aún más. En The Return: Nightfall, se revela que Caroline está embarazada de Tyler Smallwood, pero Tyler no sabe nada de esto. Debido a que Tyler es un hombre lobo, significa que el bebé es un híbrido, que representa la mitad lobo y la mitad humano.
- Alaric K. Saltzman:

El nuevo, joven maestro de Historia que estaba en la sospecha de ser un cazador de vampiros. Él es un psicólogo experimental de la Universidad de Duke, que se especializa en la investigación de los poderes psíquicos. Su investigación se detuvo cuando hizo el descubrimiento de una víctima de vampiro. Centró su investigación sobre las víctimas de vampiro, convirtiéndose en el principal experto en el campo. Alaric es bien parecido con un cuerpo atlético, ojos color avellana, y cabello arena marrón (que lleva un poco largo). Él tiene una sonrisa infantil, y Elena observa que en realidad no es mucho mayor que los estudiantes de su clase. A pesar de tratar de aparecer como un asesino de vampiros temible, en realidad no es una persona violenta por naturaleza, y no puede soportar ver a inocentes ser dañados. Incluso se niega a ser un cazador de vampiros, una vez que se comprueba que Stefan no es el asesino que azota la ciudad, Alaric está inmediatamente preocupado por la seguridad de Stefan al enterarse de que se ha ido a reunirse con Caroline, en la que sin duda será una emboscada. Él se enamora de Meredith Sulez, y tiene una relación de larga distancia con ella mientras se va al extranjero para continuar sus estudios. Alaric originalmente viene de Charlottesville.
era totalmente hermosa

### Secundarios
- Judith Gilbert:

Es la tía de Elena. Ella fue a vivir con Elena y su hermana pequeña Margaret después de la muerte de sus padres. Ella es el tipo de mujer que siempre parece vagamente nerviosa, tiene un rostro delgado, suave y pelo rojo suelto retrocido desordenadamente. Ella solo se hacía cargo de sus sobrinas, pero más tarde se casó con Robert, aunque rompió brevemente el compromiso después de la muerte de Elena, pensando que era lo mejor para Margaret. Ella es una de las últimas personas que conversa con Elena, antes de morir la primera vez.
- Vickie Bennett:

Vickie era una conocida de Elena, Matt, Meredith y Bonnie, pero ella nunca fue parte especialmente de su círculo íntimo. Físicamente, era pequeña con el pelo castaño claro y ojos marrones oscuros. Ella estaba en el cementerio con Elena al salir del baile. Ella se había quedado allí en la iglesia con Dick Carter, el mejor amigo de Tyler Smallwood. Fue atacada, después se le acusó de matar a Sue, porque tuvo una recaída después de su muerte y ella era la única presente, sin embargo después de estos acontecimientos y su transición de la "gente rápida", se considera poco probable por sus nuevos amigos. Cuando Bonnie y Meredith van a su casa, ella les dice que el asesino le dijo que lla era la siguiente. Ella queda bajo la protección de Damon por su hermano Stefan, pero es violentamente asesinada por Klaus.
- Margaret Gilbert:

Margaret es la hermana pequeña de Elena, que tiene cuatro años de edad y es muy parecida físicamente a su hermana mayor, casi fue víctima de Damon, en una ocasión en la que amenazó a Elena con hacerle daño a su hermana, pero nunca se supo si realmente sería capaz de hacerle daño, y también casi fue víctima de Katherine en forma de la gatita que le regalaron a Margaret, y que ella le nombró como Bola de Nieve, después de la muerte de Elena como humana, ella visita a Margaret una vez, y después de volver como espíritu la vuelve a visitar mientras escapa de Damon en el libro The Retourn: Nightfall.
- Sra. Theophilia Flowers:

La señora Flowers es la dueña de la casa de huéspedes donde vive Stefan, que una vez pensó que sólo era una vieja loca, pero, durante The Return: Nightfall, resulta ser una bruja como Bonnie y ayuda a los amigos en la búsqueda de Elena en el bosque. La señora Flowers se dice que tiene más de 100 años de edad. Es una señora de edad con el pelo gris y una cara sonriente. Ella es una mujer pequeña, y tiene los ojos brillantes, negros. En "The Return: Nightfall" la señora Flowers revela a Elena que ella se convirtió en una enfermera cuando era más joven (aunque ella quería ser una médico) porque las mujeres en aquel entonces fueron disuadidas de convertirse en médicos. Después, confirma las sospechas de todo el mundo acerca de que ella es una bruja.

### Personajes menores de la serie original
- Baron Von Swartzchildelanq:
- Brian Newcastle:
- Entrenador Lyman:
- Daniel Forbes:
- Deanna Kennedy:
- Dick Carter:
- Douglas Carson:
- Dr. Feinberg:
- Ed Goff:
- Frances Decatur:
- Gudren:
- Jean-Claude:
- Mary McCullough:
- Alcalde Dawley:
- Michael Martin:
- Mike Feldman:
- Sr. Bennett:
- Sr. Forbes:
- Sr. Shelby:
- Sr. Smallwood:
- Sra. Bennett:
- Sra. Clarke:
- Sra. Endicott:
- Sra. Forbes:
- Sra. Grimesby:
- Sra. Halpern:
- Racheal:
- Raymond Hernández:
- Reverendo Bethea:
- Sue Carson:
- Lexi:
- Rose:

### Personajes menores en The Return Trilogy
- Dr. Alpert:
- Isobel Saitou:
- Kristen Dunstan:
- Tamra 'Tami' Bryce:
- Lady Ulma:
- Sage:
- Lucen:

## Adaptaciones
En 1996, American Laser Games, Inc. publicó una adaptación de las novelas en un juego de vídeo, también llamado The Vampire Diaries. El juego fue desarrollado por Her Interactive, y fue presentado como un juego de aventuras con un rompecabezas complejo, marcado por escenas de vídeo de movimiento completo.
El 6 de febrero de 2009, Variety anunció que The CW Television Network dio luz verde al piloto de una serie de televisión titulada The Vampire Diaries con Kevin Williamson y Julie Plec como los escritores y productores ejecutivos. El 19 de mayo de 2009, el piloto recibió oficialmente la orden de una serie para la temporada 2009-2010.
La filmación de la serie comenzó en julio de 2009 en Vancouver, Columbia Británica y luego se trasladó a Covington, Georgia, después de terminar el Episodio 101 "Pilot". Las escenas de escuela y de fútbol, fueron filmadas en el Walton Career Academy en Monroe, Georgia. Se hicieron muchos cambios para la adaptación de las novelas a la serie de televisión, la más obvia, probablemente es el cambio de aspecto físico de Elena. En los libros, Elena se retrata con la piel pálida, casi traslúcida, cabello rubio y largo, casi hasta la cintura y ojos azul oscuro. Sin embargo, en la serie de televisión, Elena es interpretado por Nina Dobrev, que tiene la piel bronceada, pelo oscuro y ojos marrones. 
Una de las mejores amigas de Elena en las novelas es, Meredith Sulez, Ella es hermosa con el pelo largo, espeso y oscuro, ojos grises, pero en la serie de televisión aparece hasta la mitad de la tercera temporada. Cambiando su nombre por Meredith Fell, y aumentando notablemente su edad ya que trabaja como doctora en el hospital de Mystic Falls. Bonnie tiene también un cambio físico y un cambio en su nombre dentro de la serie de televisión, el cambio de sus rizos rojos y la piel pálida a piel oscura y pelo negro, interpretada por Katerina Graham, y no es tímida como Bonnie en el libro. En la serie de televisión el ancestro de Bonnie era un siervo de Katherine, quien ayudó a protegerla. Caroline Forbes tiene un cambio de gran personalidad. En los libros, Elena tiene una hermana de cuatro años de edad llamada Margaret, pero en la serie de televisión, tiene un hermano un poco más joven que ella llamado, Jeremy. En la serie de televisión, Vicky es la hermana de Matt, mientras que Matt no tiene hermanos en los libros. 
En la serie de televisión, Stefan tiene una estricta regla de "no a la sangre humana". Sin embargo, en las novelas, él bebe la sangre de Elena a menudo y de buena gana. Pero esto ha cambiado, como en la serie de televisión que ha estado tomando parte de la sangre de Elena. En los libros, después que los padres de Elena murieran, su tía Judith (que cuida a Robert), se muda con ellas y cuida de Elena y de Margaret, pero en la serie de televisión, la tía Jenna cuida de Elena y Jeremy pero Robert no existe. 
También en los libros Alaric Saltzman tiene 22 años y es novio de Meredith, pero en la serie de televisión ya se ha casado con la madre biológica de Elena, Isobel, y ahora expresa su interés por Jenna. Isobel, en el libro de Nightfall, es una chica asiática que vive con su abuela y su hermana menor. Stefan estaba alquilando una habitación en una casa de huéspedes en el libro, mientras que en la serie de televisión, los Salvatore son dueños de una casa en la ciudad llamada Mystic Falls, mientras que en los libros el nombre de la ciudad es Fells Church. 
En las novelas, los hermanos Salvatore nacen en Florencia, Italia, mientras que en el programa de televisión, los hermanos Salvatore nacen en Mystic Falls, Virginia. Pero también están significativamente más jóvenes que los hermanos de los libros, ya que se convirtieron durante la época de la Guerra Civil. Damon y Stefan en las novelas nacieron en el año 1500, mientras que Damon y Stefan en el programa de televisión, nacieron durante la década de 1800. Stefan tiene 17 años de edad cuando muere y se convierte en un vampiro y Damon es de 21 años cuando muere y se convierte en un vampiro, aunque la edad exacta de Damon no se ha confirmado. Todo lo que se sabe es que él tiene más que Stefan, en el libro se dice que los hermanos lucharon hasta la muerte, pero en la serie de televisión se dice que fueron asesinados por su padre porque él los descubrió tratando de salvar a Katherine de ser encarcelada dentro de la iglesia.
En la serie de televisión los padres de Elena murieron hace 4 meses y en las novelas murieron hace 3 años. En la serie Katherine es de Bulgaria y fue desterrada porque quedó embarazada fuera del matrimonio y en las novelas era enfermiza y muere gracias a Klaus mientras en la serie ella huye de Klaus y muere.